# 45纳米制程
45纳米制程是半导体制造制程的一个水平。自2007年后期，松下電器和英特尔开始大量制造45纳米的芯片产品。
芯片制造厂商使用High-k材料来填充栅极，目的是为了减少漏电。至2007年，IBM和英特尔宣布他们采用了金属栅极解决方案。
2020年，華為擬在上海建設不使用美國技術的晶片工廠，預期工廠將從低端45納米晶片做起。

## 具有45纳米制程的产品
- 英特爾Core 2(僅限Penryn、Wolfdale、Yorkfield)
- 英特尔Core i7(Bloomfield、Lynnfield)
- 英特爾Nehalem處理器
- Xenon 用于Xbox 360 S model
- Wii U "Espresso" IBM CPU
- 富士通生產的SPARC64 VIIIfx（英语：SPARC64 VIIIfx） CPU，用於與理化學研究所共同開發的超級電腦「京」